# Jeremy Rifkin
Jeremy Rifkin (ur. 26 stycznia 1945 w Denver) – amerykański ekonomista, politolog, publicysta.

## Studia
Studiował w Wharton School na University of Pennsylvania uzyskując w 1967 roku tytuł licencjata w zakresie ekonomii. Następnie kontynuował studia w Szkole Prawa i Dyplomacji na Tufts University w Medford, specjalizując się w stosunkach międzynarodowych.

## Działalność i publikacje
Zajmuje się przede wszystkim wpływem innowacji technologicznych i naukowych (w tym biotechnologii) na społeczeństwo, gospodarkę i środowisko. Jest założycielem i prezesem Foundation on Economic Trends (FOET).
Specjalizując się w sprawach ekonomii, zmian klimatycznych i bezpieczeństwa energetycznego, Rifkin był doradcą Romano Prodiego, kanclerz Niemiec Angeli Merkel, premiera Portugalii Jose Socratesa, premiera Słowenii Janeza Janša. Był też doradcą rządu francuskiego w czasie, gdy Francja przewodniczyła pracom Unii Europejskiej (rok 2008). Doradza też Komisji Europejskiej, Parlamentowi Europejskiemu i kilku głowom państw europejskich, w tym premierowi Hiszpanii Jose Luisowi Rodriguezowi Zapatero.
Niektóre jego książki stały się bestsellerami i wywołały gorące dyskusje. Publikując w roku 1977 Who Should Play God? Rifkin stał się jednym z pierwszych poważnych krytyków rodzącej się biotechnologii. Wydana w 1995 roku publikacja Koniec pracy zdaniem wielu miała swój istotny wkład do globalnej debaty nad przemieszczeniami związanymi z technologią, zmniejszaniem zatrudnienia w korporacjach i przyszłości zatrudnienia. Książka z 1998 roku The Biotech Century Harnessing the Gene and Remaking the World to krytyka nowej ery biznesu związanego z genetyką. Książka Europejskie marzenie stała się międzynarodowym bestselerem i zdobyła w roku 2005 w Niemczech nagrodę Corine International Book Prize za najlepszą książkę roku z dziedziny ekonomii.

## Krytyka
Poglądy Rifkina budzą wiele kontrowersji.
Czasopismo Time posunęło się do nazwania go „najbardziej znienawidzonym człowiekiem przez świat nauki”. Jednakże grupy takie jak Stowarzyszenie Zaangażowanych Naukowców (Union of Concerned Scientists) cytowały niektóre z jego 17 prac jako użyteczne źródło informacji dla konsumentów.
Filozof ekonomii Constantine George Caffentzis krytycznie odnosi się do Jeremy Rifkina i Antonio Negri – dwóch najpoważniejszych osób, które przyczyniły się do dyskursu i publikacji z lat 90. o „końcu pracy”, które, jak argumentuje, są teoretycznie i empirycznie niepoprawne.
Profesor zoologii i geologii na Harvardzie Stephen Jay Gould nazwał pracę Rifkina „Alegeny” ścieżką antyintelektualnej propagandy w przebraniu nauki i stwierdził „Myślę, że nigdy nie czytałem bardziej tandetnej pracy” oraz „Jego świat jest wymysłem stworzonym, aby potwierdzić jego nadzieje”.
Krytycy w USA obwołali go, za jego zasady wymierzone przeciwko technice (szczególnie technologii żywności), profesjonalnym panikarzem i intelektualnym guru neoludytów, twierdząc, że jego prace zaśmiecone są błędami i nietrafnymi przewidywaniami.

## Tłumaczenia prac na j. polski
- (z Howardem Ted) Entropia. Nowy światopogląd, Katowice 2008, Wydawnictwo KOS, ISBN 978-83-60528-19-8, s. 352 (Entropy. A New World View (posłowie Nicholas Georgescu-Roegen), 1980, ISBN 0-670-29717-8)
- Koniec pracy. Schyłek siły roboczej na świecie i początek ery postrynkowej, Wrocław 2001, 2003 Wydawnictwo Dolnośląskie, s. 368, ISBN 83-7023-854-8 (The End of Work: The Decline of the Global Labor Force and the Dawn of the Post-Market Era, 1995)
- Wiek dostępu. Nowa kultura hiperkapitalizmu, w której płaci się za każdą chwilę życia, Wrocław 2003, Wydawnictwo Dolnośląskie, ISBN 83-7384-006-0 (The Age Of Access: The New Culture of Hypercapitalism, Where All of Life is a Paid-For Experience, 2000)
- Europejskie marzenie. Jak europejska wizja przyszłości zaćmiewa American Dream Warszawa 2005 Wydawnictwo Nadir, ISBN 83-922453-0-X (The European Dream: How Europe's Vision of the Future is Quietly Eclipsing the American Dream, 2004)
- Trzecia Rewolucja Przemysłowa. Jak literalny model władzy inspiruje całe pokolenia i zmienia oblicze świata, Katowice 2012, Wydawnictwo Sonia Draga, ISBN 978-83-7508-573-0 (The Third Industrial Revolution, 2011)
- Społeczeństwo zerowych kosztów krańcowych. Internet przedmiotów. Ekonomia współdzielenia. Zmierzch Kapitalizmu, Warszawa 2016, Wydawnictwo Studio EMKA, ISBN 978-83-64437-96-0 (The Zero Marginal Cost Society, 2014)